# Craven Cottage
Il Craven Cottage è uno stadio situato a Londra nel quartiere di Fulham in prossimità di Bishops Park sulle rive del fiume Tamigi. Fu edificato sul terreno dove nell'800 sorgeva il cottage di William Craven, VI barone Craven. È lo stadio di casa del Fulham di cui ospita le partite di calcio casalinghe dal 1896. Lo stadio è stato ristrutturato e la sua capacità è aumentata fino ad arrivare ad ospitare 24.500 posti; fino ad oggi la partita con il maggior numero di spettatori nella Premier League disputata al Craven Cottage è stata Fulham-Arsenal del 29 novembre 2006, terminata 2-1 per la squadra di casa, mentre il record assoluto di spettatori è invece datato 8 ottobre 1938 e si riferisce a un match di Division Two contro il Millwall. L'impianto ha ospitato per circa quattro anni anche la squadra locale di rugby, il Fulham Rugby League, e ospita occasionalmente partite di squadre nazionali di rugby; inoltre, la struttura ha ospitato la finale della Champions League femminile 2011.

## Storia

### Periodo pre-Fulham
Nel 1780, sul terreno dove in futuro sorgerà lo stadio, William Craven, VI barone Craven fece costruire il proprio cottage. All'epoca l'area circostante era ricoperta da boschi che un tempo erano stati parte dei terreni di caccia di Anna Bolena. Il cottage era frequentato anche da personaggi di fama e facoltosi, come per esempio lo scrittore Edward Bulwer-Lytton, autore de Gli ultimi giorni di Pompei. Si racconta che anche Sir Arthur Conan Doyle, Jeremy Bentham, Florence Nightingale e addirittura la Regina Vittoria abbiano soggiornato nel cottage, ma non ci sono documenti a dimostrarlo. In ogni caso, nel 1888 l'edificio rimase distrutto in un incendio, a seguito del quale il sito venne abbandonato.

### La costruzione: 1894-1905
Nel 1894, alcuni emissari del club calcistico del Fulham visitarono il terreno per valutare la possibilità di costruirvi sopra il nuovo stadio. Venne poi trovato un accordo con i proprietari dell'area, che cedettero al Fulham il terreno in cambio di una percentuale sulla vendita dei biglietti delle partite. La prima gara ufficiale con tanto di vendita di biglietti si disputò il 10 ottobre 1896, quando il Fulham giocò contro il Minerva in un incontro valevole per la Middlesex Senior Cup. Di lì a poco verrà edificata la prima tribuna, costituita da quattro strutture in legno che potevano ospitare 250 spettatori ciascuna. In seguito, la tribuna verrà soprannominata “la conigliera” ("rabbit hutch").
Nel 1904, l'amministrazione londinese cercò di far chiudere lo stadio per ragioni di sicurezza, così nel 1905 venne ingaggiato l'architetto scozzese Archibald Leitch per ristrutturare l'impianto. Con una spesa di 15.000 sterline, Leitch fece edificare un padiglione e la tribuna chiamata Stevenage Road, caratterizzata dai tipici mattoni rossi. Nell'ottobre 2005 la tribuna verrà dedicata a Johnny Haynes, ex-capitano della nazionale inglese e stella del club, scomparso in un incidente stradale.

### Lo stadio cresce d'importanza
Nel 1907, nello stadio venne giocata la gara internazionale di calcio tra Inghilterra e Galles, seguita dall'incontro di rugby tra Inghilterra e Australia nel 1911. In quel periodo, uno dei dirigenti del Fulham, Henry Norris, propose di fondere il club con quello dell'Arsenal, per creare un superclub londinese che avesse nel Craven Cottage la propria sede. Questa idea derivava dal fatto che, nonostante gli sforzi, il Fulham non riusciva ad ottenere la promozione nella massima divisione del calcio inglese. In questa fase della sua storia, lo stadio era anche utilizzato per tante tipologie di manifestazioni di massa, come per esempio dei concerti. Nel 1933 circolava l'idea di demolire l'impianto per sostituirlo con uno nuovo da 80.000 posti, ma l'arrivo della Grande depressione scoraggiò questo progetto.
L'8 ottobre 1938, quasi 50.000 spettatori affollarono le tribune del Craven Cottage per l'incontro tra Fulham e Millwall: una tale affluenza di pubblico fu dovuta alla improvvisa cancellazione della partita prevista nel vicino stadio Stamford Bridge, per cui i tifosi delusi si erano riversati al Craven Cottage. Si tratta del record di spettatori ancora imbattuto per questo stadio, e difficilmente sarà superato visto che la capienza delle tribune è stata ridotta a 25.700 posti a sedere.

### Nel dopoguerra
Fu solo nel 1949, quando il Fulham raggiunse la promozione nella massima serie calcistica inglese, che lo stadio venne rinnovato. Per esempio, l'illuminazione artificiale arrivò al Craven Cottage solo nel 1962, quando alcuni moderni piloni di 50 metri d'altezza sormontati da fari vennero installati ai lati delle tribune. Datata 1964 è invece la tettoia che andò a ricoprire la tribuna denominata "Hammersmith End".
Anche se in seguito il Fulham retrocesse, lo sviluppo dello stadio non si arrestò. Venne per esempio edificata la tribuna "Eric Miller Stand" (Eric Miller era un manager del club), con 4.200 posti a sedere, inaugurata in occasione di una gara amichevole contro il Benfica nel 1972. La tribuna con il tempo verrà ampliata fino a 11.000 posti a sedere, tuttavia oggi non è più ricordata con il suo nome ufficiale, poiché Eric Miller morì suicida dopo essere stato al centro di uno scandalo politico-finanziario e pare volesse addirittura portare il club a giocare lontano dal Craven Cottage.
Il 26 dicembre 1963, il Craven Cottage fu teatro della più veloce tripletta nella storia del calcio britannico, quando Graham Leggat segnò tre reti in meno di tre minuti nell'incontro che vedeva il Fulham opposto all'Ipswich (il risultato finale di 10-1 è ancora oggi la più larga vittoria nella storia del club londinese).
Tra il 1980 e il 1984, il club rugbistico del Fulham (oggi noto come London Broncos) giocò al Craven Cottage le partite domestiche, registrando il suo record di spettatori (15.013) il 15 febbraio 1981.

### Storia recente
Quando nel 1989 si verificò il disastro di Hillsborough, che vide la morte di 96 tifosi, il Fulham non giocava in Premiership. A seguito del luttuoso evento, il governo inglese obbligò i club delle maggiori divisioni a dotarsi di stadi con soli posti a sedere, cosa di cui il Fulham era sprovvisto. La dirigenza del club in effetti aveva già da qualche tempo pianificato di eliminare dal Craven Cottage le tribune con soli posti in piedi, ma a questo piano si erano però opposti alcuni gruppi di cittadini residenti nei pressi dell'impianto sportivo, e la cosa non andò in porto. Così, quando il Fulham raggiunse la massima serie nel 2001, non aveva uno stadio in linea con la normativa vigente.
Nel 2002 il Fulham fu così costretto a trasferirsi al Loftus Road, stadio di proprietà dei rivali del QPR. In segno di protesta, molti sostenitori dei Cottagers si rifiutarono di seguire le gare in casa della squadra e diedero vita a una serie di proteste per convincere la dirigenza ad adeguare lo stadio alle nuove regole, rendendolo di nuovo agibile. Tuttavia, dopo una stagione e mezzo giocata al Loftus Road, nessun nuovo intervento era stato eseguito sul Craven Cottage.
Solo nel dicembre 2003 venne svelato il piano da 8 milioni di sterline per adeguare lo stadio agli standard richiesti dalla Premiership. I lavori iniziarono nel gennaio 2004 e si conclusero in tempo per permettere al Fulham di inaugurare il nuovo impianto per la stagione 2004-2005. La prima partita nel nuovo stadio da 22.000 posti a sedere si giocò il 10 luglio 2004 e si trattò di un'amichevole contro il Watford.
Lo stadio attualmente è uno dei più piccoli della Premiership, ma è anche il più ammirato per la fine architettura che ancora lo caratterizza. Inoltre questa struttura ospita anche altri eventi oltre alle partite di calcio, come per esempio incontri di calcio a cinque, matrimoni e ricevimenti di vario tipo.
Al termine della stagione 2018/2019 sono stati previsti lavori di ammodernamento della Riverside Stand che doteranno la tribuna posta sul lato fiume di attività commerciali e maggiore capienza (per un totale di quasi 30.000 posti per l'intero impianto) nonché renderanno percorribile la riva il cui camminamento è oggi interrotto dallo stadio stesso.